# TACA Peru
TACA Peru (mã IATA = T0, mã ICAO = TPU) là hãng hàng không của Peru, trụ sở ở Lima. Hãng có 1 tuyến đường trong nước và 13 tuyến quốc tế. Căn cứ chính của hãng ở Sân bay quốc tế Jorge Chavez (LIM), (Lima). TACA Peru là thành phần của Grupo TACA.

## Lịch sử
Hãng được Daniel Ratti và Ernesto Mahle thành lập năm 1999 dưới tên TransAm, và bắt đầu hoạt động từ tháng 7/1999. Hãng đổi tên thành TACA Peru khi TACA mua thiểu số cổ phần của hãng. Ngày nay hãng do Daniel Ratti nắm 51% cổ phần và TACA 49%.

## Các nơi đến
(Tháng 7/2008):
- Costa Rica
  - San José
- El Salvador
  - San Salvador
- Guatemala
  - Thành phố Guatemala
- Argentina
  - Buenos Aires
- Bolivia
  - La Paz
  - Santa Cruz de la Sierra
- Brasil
  - Rio de Janeiro
  - São Paulo
- Colombia
  - Bogotá
  - Medellín
- Chile
  - Santiago
- Ecuador
  - Guayaquil
  - Quito
- Peru
  - Cusco
  - Lima
- Uruguay
  - Montevideo
- Venezuela
  - Caracas

## Đội máy bay
(Tháng 6/2007):
- 2 A319 (thuê của TACA